# Cees Dam
Pour les articles homonymes, voir Dam.
Cornelis Gregorius (Cees) Dam, né le 31 juillet 1932 à Velsen (Pays-Bas), est un architecte néerlandais.
Il se fait connaître en tant que co-concepteur du Stopera, un bâtiment à Amsterdam qui regroupe à la fois l'hôtel de ville (stadhuis) et l'opéra principal de la ville.

## Biographie
Cees Dam fréquente l'Académie d'architecture d'Amsterdam, où il obtient son diplôme en 1963. Il fonde un cabinet d'architecture à Heemstede en 1964, qu'il déménage à Amsterdam en 1968. Lorsqu'il est décidé en 1979 de construire une combinaison d'hôtel de ville et de théâtre musical à Amsterdam, et que l'architecte Bernard Bijvoet meurt subitement, Cees Dam en devient co-architecte, avec Wilhelm Holzbauer. En 1993, il devient professeur d'architecture à la faculté d'architecture de l'université de technologie de Delft. Il a été doyen de cette faculté de 1995 à 1998. Cees Dam a également dispensé un cours Teleac (nl) sur l'architecture.

## Réalisations
| Nom de lieu | Bâtiment                                                  | Année | Commentaires                                                   |
| ----------- | --------------------------------------------------------- | ----- | -------------------------------------------------------------- |
| Amsterdam   | Centre commercial Reigersbos (nl)                         | 1984  | Centre commercial, bureaux et maisons mitoyennes               |
| Amsterdam   | Stopera                                                   | 1986  | Hôtel de ville et opéra d'Amsterdam                            |
| Amsterdam   | Immeuble de la bourse aux options (nl) (Optiebeursgebouw) | 1987  | Depuis 2012, il abrite la rédaction en chef du NRC Handelsblad |
| Rosmalen    | Huis van de Toekomst (nl)                                 | 1989  | Maison concept pleine d'innovations technologiques             |
| Amsterdam   | Cinéac                                                    | 1994  | Riks cinéma                                                    |
| Rotterdam   | De Coopvaert                                              | 2006  | Tour résidentielle à Rotterdam                                 |
| Rotterdam   | Maastoren (Tour de la Meuse)                              | 2010  | Immeuble de bureaux à Rotterdam                                |
| Rotterdam   | Zalmhaventoren                                            | 2021  | Tours résidentielles à Rotterdam                               |

## Galerie

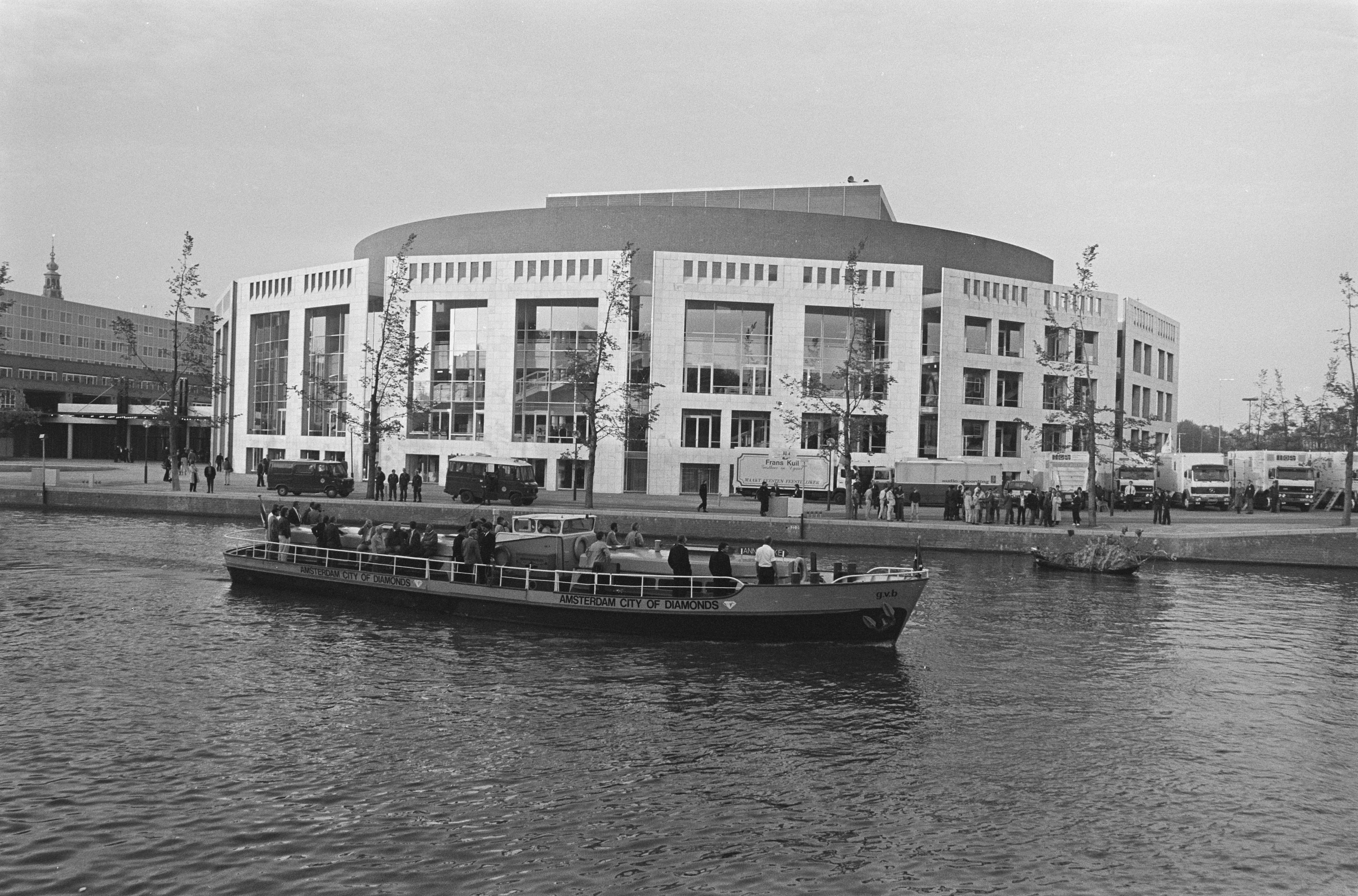
Le Stopera à Amsterdam
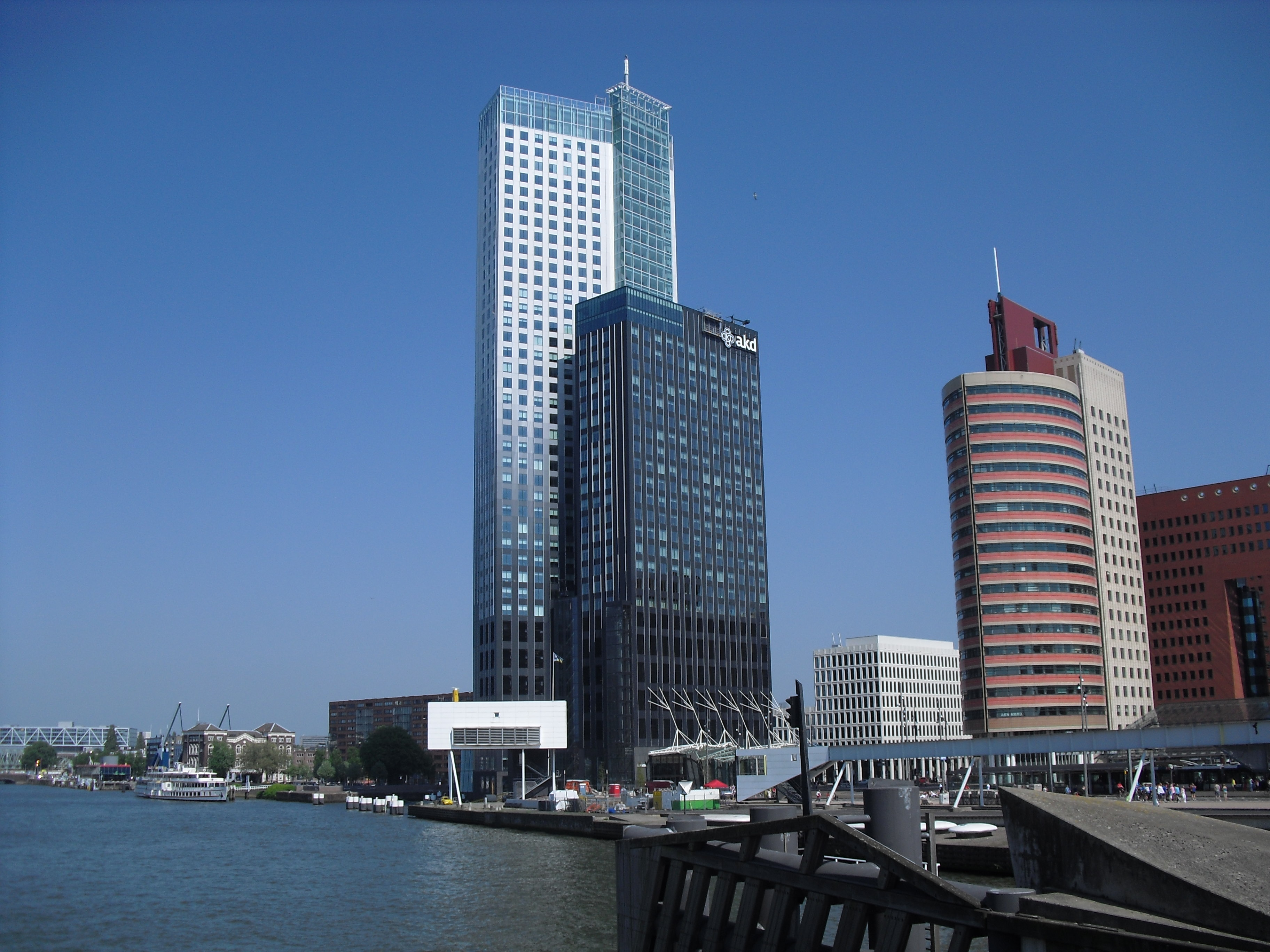
La Maastoren à Rotterdam
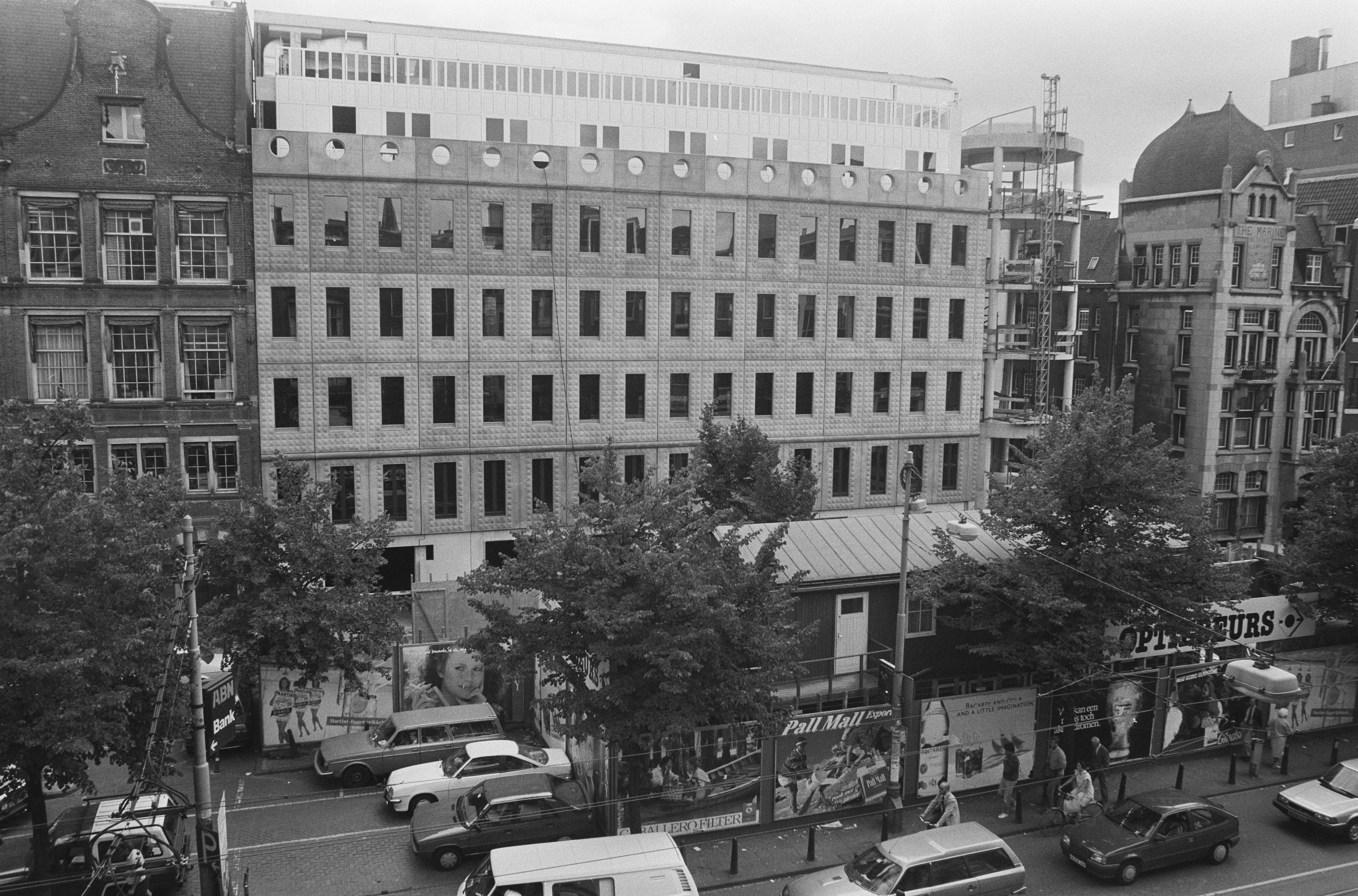
Optiebeurs, Rokin, à Amsterdam (en 1986).